# Guillermo Rosario

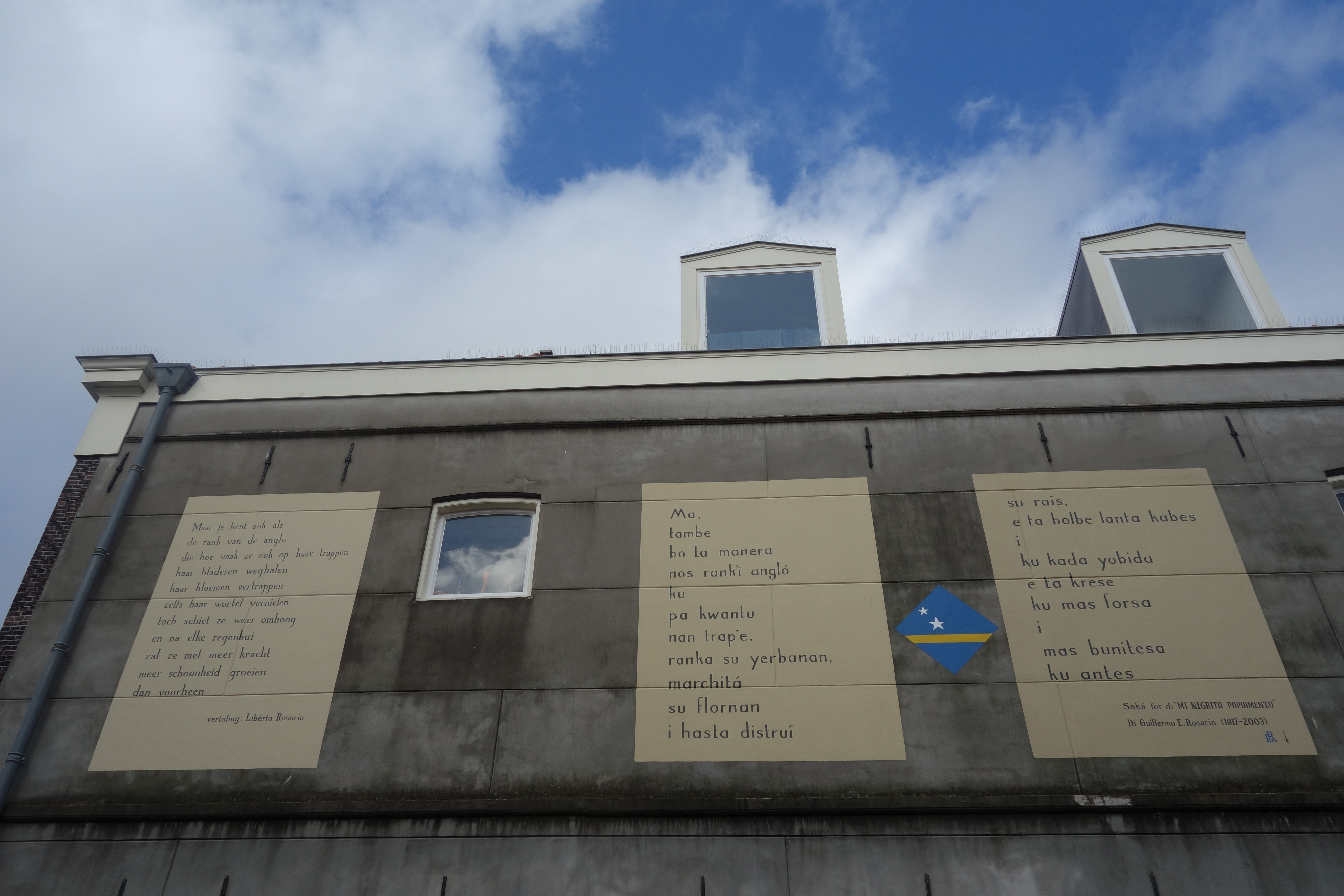
Guillermo E. Rosario - muurgedicht 'Mi Nigrita Papiamentu' in Leiden

Guillermo Estelito Rosario (Venezuela, 6 januari 1917 - Curaçao, 26 juli 2003) was een Papiaments dichter.

## Waardering
Rosario kreeg veel onderscheidingen en prijzen gedurende zijn leven. Hij werd ridder en daarna officier in de Orde van Oranje-Nassau, kreeg de Literatuur Prijs van het Cultureel Centrum Curaçao, de Sticusa Prijs, de ‘Tapushi di Oro’ (Gouden Aar) voor zijn verdiensten van het Papiaments, een bronzen borstbeeld in de Openbare Bibliotheek van Curaçao en de Chapi di Plata (Zilveren Schoffel) de Biënnale Prijs Pierre Lauffer.

## Muurgedicht
In het kader van het project "Gedichten op muren" is in 2017 in Leiden het gedicht 'Mi Nigrita Papiamentu' van Guillermo E. Rosario op de muur van Vestwal 2-4 aangebracht.
- Bibliothèque nationale de France: cb12234311v (data)
- Digitale Bibliotheek voor de Nederlandse Letteren: rosa003
- International Standard Name Identifier: 0000 0000 2903 9778
- Library of Congress Control Number: n85348540
- Nederlandse Thesaurus van Auteursnamen: 072054352
- Virtual International Authority File: 45762306